# Ян Ціккер
Ян Ціккер (словац. Ján Cikker; 29 липня 1911, Банська-Бистриця — 21 грудня 1989, Братислава) — словацький композитор.

## Біографія
Навчався у Я. Кршички й Віт. Новака в Празькій консерваторії (1930-1935), стажувався в Фелікса Вейнґартнера у Відні (1936-1937).
З 1939 року викладав у Братиславській консерваторії, з 1951 року — у Вищій школі виконавських мистецтв. Голова національної Музичної ради ЧСРР. Лауреат державної премії ім. Готвальда (1955), народний артист ЧСРР (1966).
Автор 11 опер, балету, трьох симфоній, концертино для фортепіано з оркестром.